# Sashima, Ibaraki
Sashima (猿島郡 Sashima-gun) là huyện thuộc tỉnh Ibaraki, Nhật Bản. Tính đến ngày 1 tháng 10 năm 2020, dân số ước tính của huyện là 32.294 người và mật độ dân số là 460 người/km2. Tổng diện tích của huyện là 69,70 km2.